# Johanneskirche (Weinsberg)

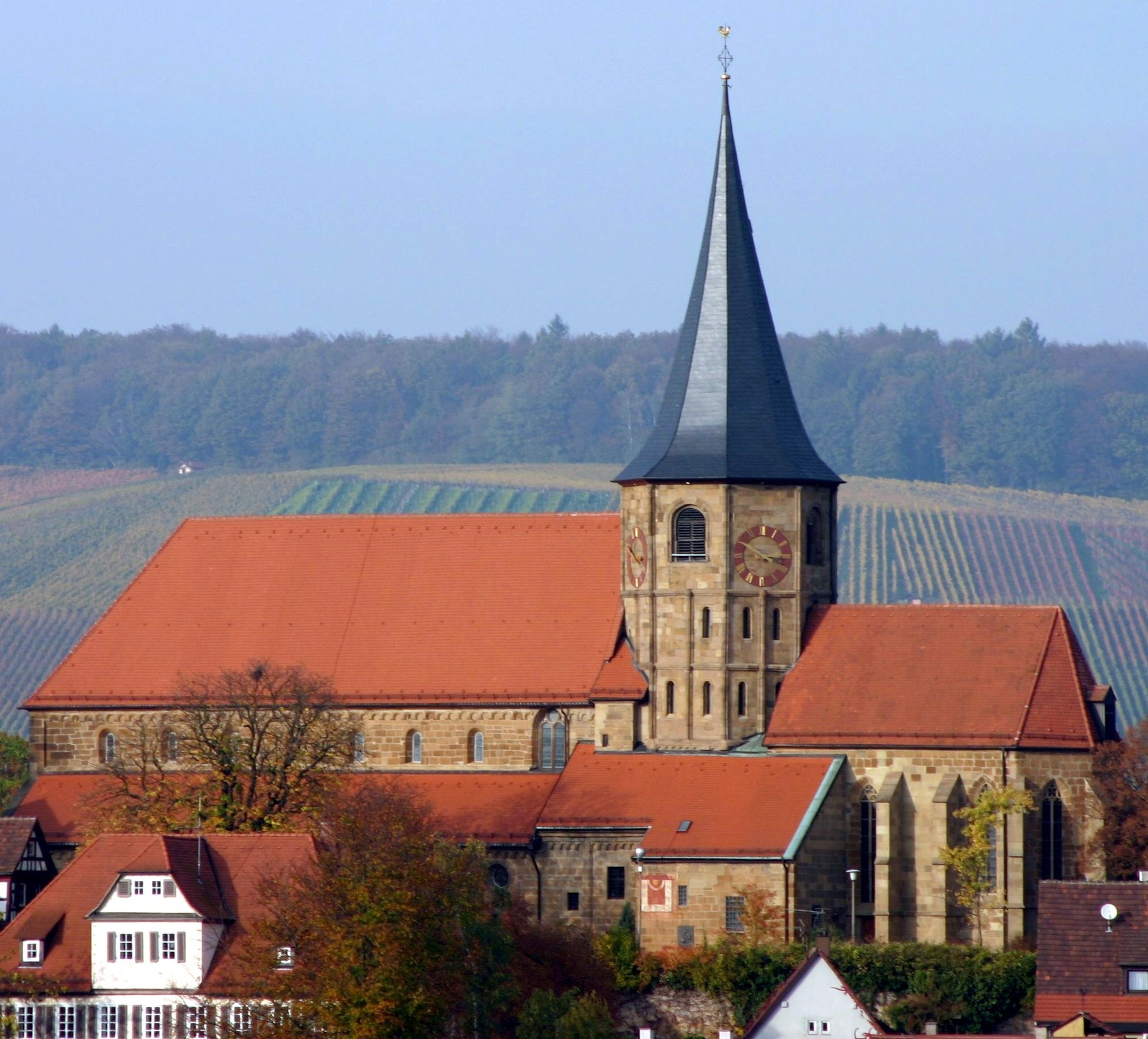
Die Johanneskirche von Süden, links unten vor der Kirche das Gebäude des ev. Dekanats

Die evangelische Johanneskirche in Weinsberg, eine im frühen 13. Jahrhundert erbaute romanische Basilika, ist die Kirche der evangelischen Kirchengemeinde Weinsberg. Bis zur Reformation diente die Johanneskirche nicht nur als Weinsberger Pfarrkirche, sondern war auch Hauptkirche des 1291 erstmals erwähnten Landkapitels Weinsberg des Bistums Würzburg. Seit Einführung der Reformation ist sie Hauptkirche des evangelischen Kirchenbezirks Weinsberg der Württembergischen Landeskirche (mit einer Unterbrechung von 1586 bis 1710, als es keinen Kirchenbezirk Weinsberg gab), und seit 1. Januar 2020 ist sie die Hauptkirche des aus den beiden bisherigen Kirchenbezirken Weinsberg und Neuenstadt am Kocher neu gebildeten Kirchenbezirks Weinsberg-Neuenstadt (mit den beiden Teilen Weinsberg und Neuenstadt). Die Johanneskirche ist ein Kulturdenkmal besonderer Bedeutung.

## Lage und Umgebung

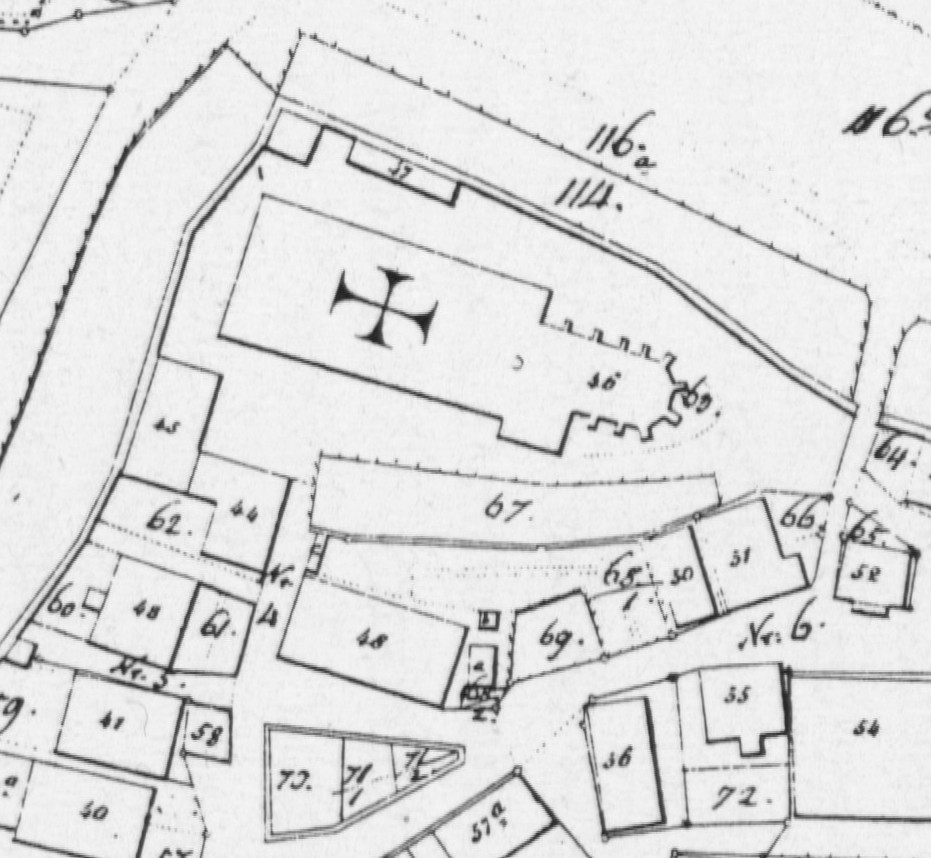
Lageplan (1834, bis heute nur wenig verändert)

Die Johanneskirche liegt am Ökolampadiusplatz 1 in der nordwestlichen Ecke der Weinsberger Altstadt, höher als die anderen Gebäude in der Altstadt mit Ausnahme der Weinsberger Burg, die sich ihrerseits im Nordwesten über die Kirche erhebt. Der die Kirche umgebende Kirchhof (der heutige Ökolampadiusplatz), der im Westen und Norden direkt an die Stadtmauer grenzt, wurde lange Zeit als Friedhof genutzt, ab 1617 nur noch für Familiengräber. 1807 wurde der Friedhof endgültig aufgelassen. Ein 1869 auf dem Platz aufgestelltes Denkmal für den in Weinsberg geborenen Reformator von Basel Johannes Oekolampadius, der an der Kirche gepredigt hatte, wurde 1967 wegen Verwitterung wieder entfernt und durch eine Inschrift an der Umfassungsmauer des Platzes ersetzt. In unmittelbarer Nachbarschaft der Kirche, am Oekolampadiusplatz 2, befindet sich die 1807 erbaute ehemalige Weinsberger Mädchenschule. Die Kirchstaffel, eine breite Treppe, verbindet den Oekolampadiusplatz an seiner südwestlichen Ecke mit dem unterhalb und südlich gelegenen Weinsberger Marktplatz. An der Kirchstaffel, direkt unterhalb des Oekolampadiusplatzes, steht das Dekanatsgebäude des Kirchenbezirks Weinsberg. Weitere erhaltene Gebäude an der Kirchstaffel dienten im Lauf der Jahrhunderte als Pfarrhaus, Rathaus, Diakonat, Lateinschule und Mesnerei.

## Geschichte

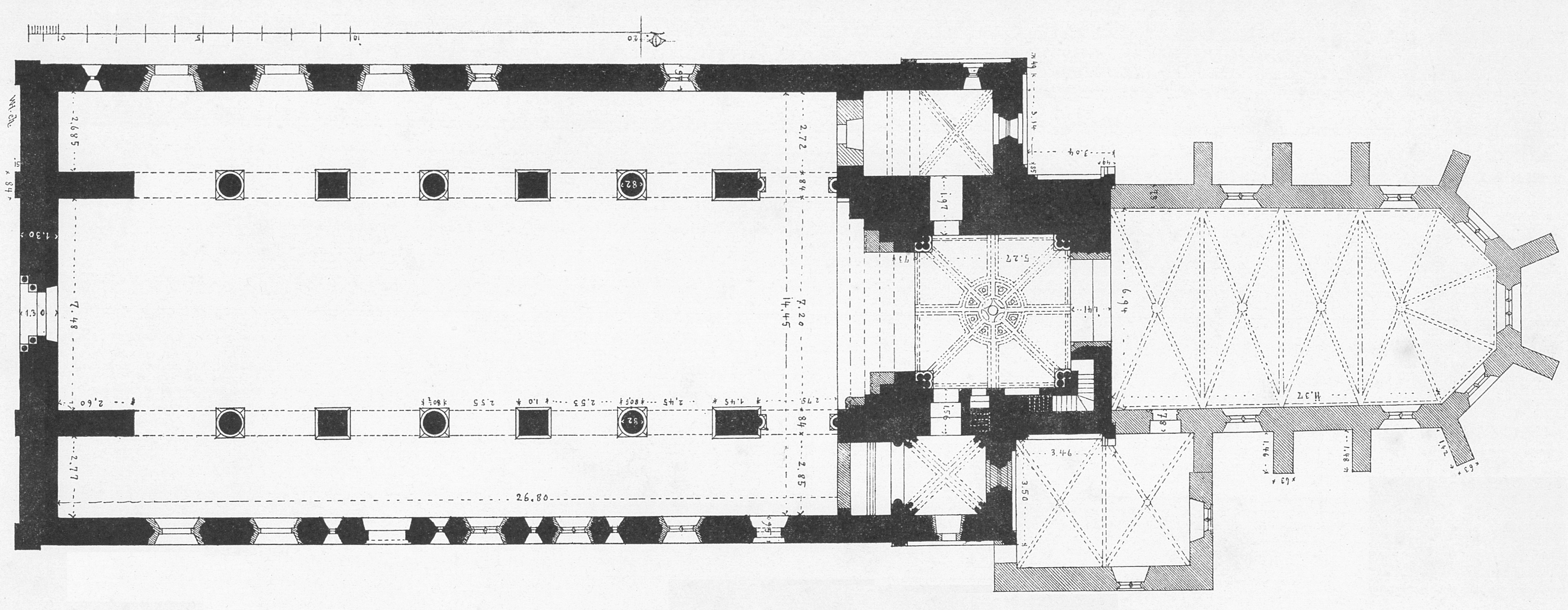
Grundriss

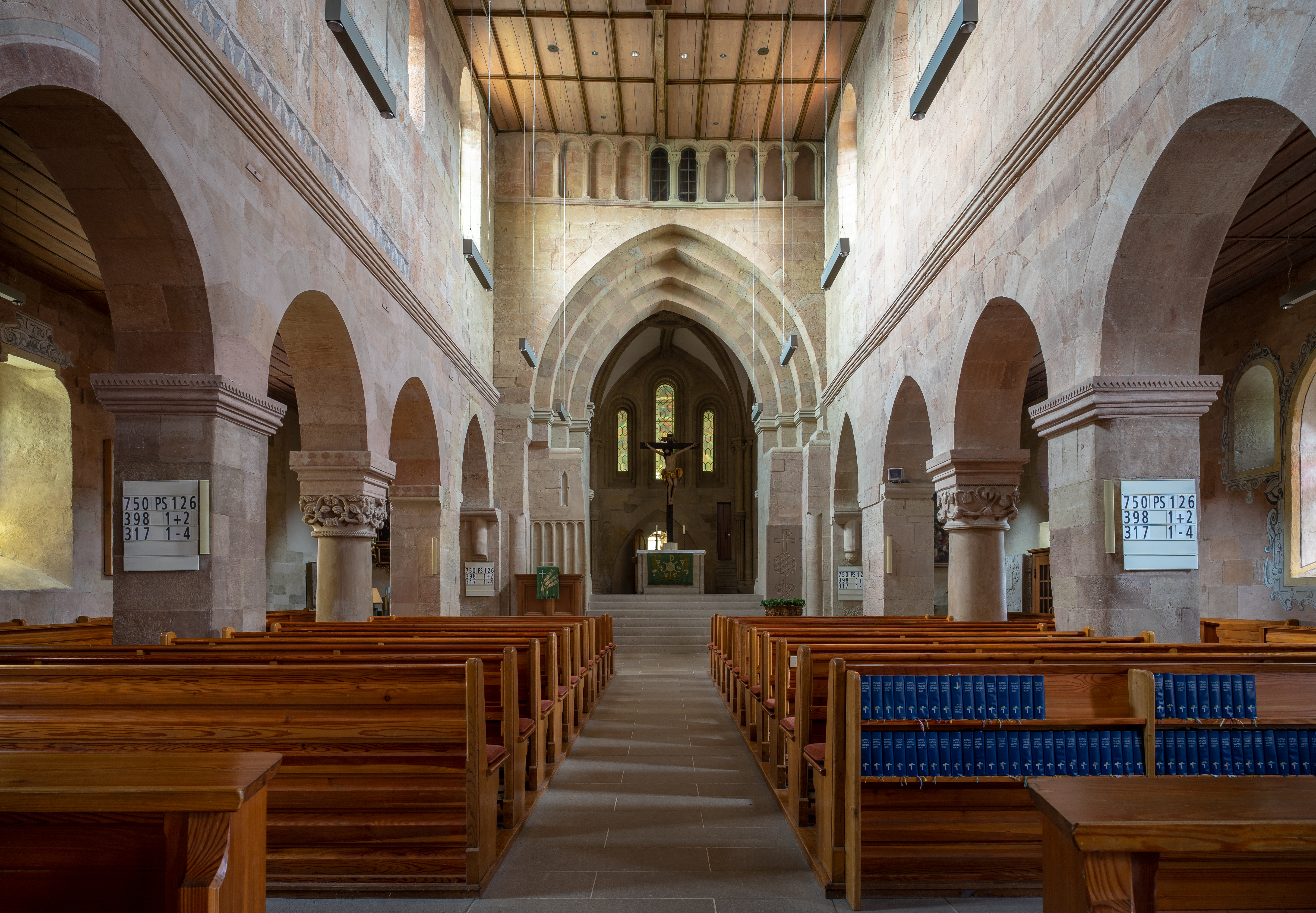
Das Langhaus nach Osten gesehen

Über den Bau der Kirche sind keinerlei Archivalien erhalten, weshalb alle Datierungen aufgrund von Ausgrabungen, Inschriften und kunstgeschichtlichen Erwägungen erfolgen müssen. Die Johannes dem Täufer geweihte Kirche wurde ohne Vorgängerbau wahrscheinlich im Auftrag der Herren von Weinsberg erbaut, eines staufischen Ministerialengeschlechts, das dann auch das Patronatsrecht hatte. Das rechteckige romanische Langhaus mit einem Hauptschiff und zwei Seitenschiffen wurde um 1200/1210 errichtet. Der Haupteingang befand sich im Westen, gegen Osten war das Gebäude so lange von einer Mauer abgeschlossen, bis dort vermutlich um 1230/1240 der Chorturm – unten quadratisch, weiter oben achteckig – angebaut wurde. Als letzter Bauabschnitt wurde um 1350 der gotische Ostchor angefügt. Südlich an diesen wurde später ein weiterer zweijochiger Raum angebaut, der heute als Sakristei genutzt wird. Unbewiesenen Vermutungen zufolge diente dieser Raum ursprünglich als Versammlungsraum für die Priester des Würzburger Landkapitels Weinsberg.
Die gleichzeitig mit der Kirche errichtete Weinsberger Stadtmauer schloss ursprünglich auch die Burg im Nordwesten mit ein. Das auf die Burg ausgerichtete, reich geschmückte Westportal der Kirche war deren Hauptportal. Vermutlich 1332 schlossen die Weinsberger Bürger im Verlauf eines Streits mit den Burgherren die Stadt durch eine neue Stadtmauer im Westen gegenüber der Burg ab, wie Urkunden aus dem Jahr 1375 aussagen. Die Kirche, ursprünglich zwischen Burg und Siedlung gelegen, lag nun im nordwestlichsten Winkel der Stadt, durch die Stadtmauer von der Burg getrennt. Zum Haupteingang entwickelte sich ein Zugang im Süden der Kirche (heute die westlichste der drei südlichen Türen).
Nachdem die Stadt 1440 und die Burg 1450 kurpfälzisch geworden waren, ging das Patronatsrecht an die pfälzischen Kurfürsten über, ab 1504 an die Herzöge von Württemberg. Bei der Eroberung Weinsbergs 1504 durch Herzog Ulrich wurde die Kirche beschädigt, die Decke des Ostchors stürzte ein. Bis 1510 wurden die Schäden repariert. 1510 bis 1518 hatte Johannes Oekolampadius, der spätere Reformator Basels, in seiner Geburtsstadt eine Prädikantenstelle an der Weinsberger Johanneskirche inne. In Weinsberg erregte er mit seinen reformorientierten Predigten aber Anstoß und verließ die Stadt daher. Wenig später, bei der Zerstörung der Stadt im Bauernkrieg am 21. Mai 1525, brannte die Kirche aus und wurde danach wieder aufgebaut. Der Turm, beim Weinsberger Blut-Ostern am 16. April 1525 (Ostersonntag) noch Zuflucht einiger Adeliger, büßte beim Wiederaufbau ein Stockwerk ein. Die späteren Zerstörungen der Stadt durch Brände 1707 und 1945 überstand die Kirche unversehrt.
Bei einer Kirchenrenovierung 1817 bis 1820 wurde der aus dem Lot geratene Westgiebel des ursprünglich als Satteldach ausgeführten Langhausdaches abgetragen und das Dach zu einem Walmdach umgestaltet. Der Adler, der den Giebel ursprünglich krönte, steht seitdem am Fuß der Stadtmauer direkt gegenüber dem Westportal der Kirche.

## Architektur
Das romanische rechteckige, ursprünglich chorlose Langhaus mit den Seitenschiffen ist seit jeher außen mit Bogenfriesen, Fratzen und Ornamenten geschmückt, innen aber fast schmucklos. Die Seitenschiffe sind mit dem Hauptschiff durch Arkaden verbunden. Sie werden durch Pfeiler (rechteckig) und Säulen (rund) gebildet. Dieser Stützenwechsel ist in Süddeutschland selten anzutreffen. Vier Säulenkapitelle sind reich mit Ranken- und Blattornamenten, Pfeilerkapitelle jedoch eher geometrisch gestaltet. Das Schiff mündet im Osten am Triumphbogen in einen erhöhten quadratischen Chor (mit romanischem Altar), den südlich und nördlich zwei Apsiden begleiten. Der Chorturm ist außen sorgfältig nach Stockwerken gegliedert und mit romanischen Kapitellen und Diamantstäben verziert. Weiter östlich folgt der vom Schiff durch den Turmchor abgetrennte gotische Chor.
Diese im Prinzip klassische Bauform einer von West nach Ost „orientierten“ Basilika erfuhr zu Beginn des 17. Jahrhunderts für fast 350 Jahre eine bemerkenswerte, heute nicht mehr wahrnehmbare Veränderung. Sie ging vom reformatorischen Vorrang der Predigt gegenüber dem Altardienst (Abendmahl) aus: Die Gemeinde richtete sich nicht mehr zum Altar und dem dortigen liturgischen Zentrum für die Eucharistiefeier aus, sondern wandte sich zur Langseite des Kirchenschiffs auf die dort am mittleren Südpfeiler hörerfreundlich angebrachte Kanzel als Ort der Verkündigung des Evangeliums. Dementsprechend waren auch das Parterregestühl und die Emporen (im Westen eine, im nördlichen Seitenschiff zwei sowie vor dem Triumphbogen noch eine Orgelempore) quer zur Längsrichtung des Raumes auf die Kanzel ausgerichtet: eine Querkirche also. Diese genuin protestantische Kirchbauform gab und gibt es vor allem in Württemberg. Dem entsprach auch die Liturgie bis zum Beginn des 20. Jahrhunderts: Außer bei den seltenen Abendmahlsfeiern an den hohen Festtagen des Jahres blieb der Pfarrer vom Eingangsgruß bis zum Schlusssegen auf der Kanzel – das Wort Gottes mitten in der Gemeinde. Erst 1947 wurde die der romanischen Architektur entsprechende West-Ost-Ausrichtung durch Innen-Umbau wieder aufgegriffen.

## Ausstattung

### Glasmalerei
Merke: Nachweise für Glasgemälde befinden sich, wie auch bei anderen Kunstwerken, primär am Kunstobjekt, und zwar bei mehreren Werken des gleichen Künstlers pro Kirche und Jahreszahl in der Regel nur in einem der Fenster. Schriftliche Angaben liegen nicht immer vor und sind sekundär. Die Glasgemälde in der Johanneskirche stammen alle aus dem 20. und 21. Jahrhundert.

#### Fenster 1920
- In der Südwand und in der Nordkammer sind 1920 drei Fenster mit Bleiverglasungen als Stiftung der Familie Betz eingebaut worden: Anbetung der Könige, Auferstehung Christi und ein Christuskopf. Ihre Motive scheinen nach Ölgemälden und Holzschnitten des Frührenaissance-Malers Albrecht Altdorfer ausgeführt zu sein, jedoch mit historisierenden Attributen, Beschriftung und fiktiver Datierung 1522. Das Weihnachtsmotiv dieser so genannten Kabinettscheiben hat in der evangelischen Gellmersbacher Leonhardskirche eine exakte Dublette und wird dort bisher als mutmaßliches Überbleibsel der 1889 abgebrochenen Kirche des Heilbronner St. Klara-Klosters geführt.[6]
- Ebenso im Jahre 1920 entstand die kleine Maßwerkscheibe mit der Taube als Sinnbild des heiligen Geistes. Sie ist mit M. Auer signiert, einem nicht näher bekannten Glasmaler. Da das Glas und die Farbpigmente dieses und der vorherigen Fenster einander entsprechen, ist eine gemeinsame Urheberschaft nicht auszuschließen.

#### Fenster von Walter Kohler, 1937/1938
Der in Weinsberg geborene Theologe und Humanist Johannes Oekolampad hatte 1529 in Basel die Reformation eingeführt. Seiner Geburtsstadt schenkte die dortige evangelisch-reformierte Gemeinde einige Jahre nach dem 400. Reformationsjubiläum das Südfenster mit Szenen aus der Leidensgeschichte Jesu sowie einer Widmung mit Basler Stadtwappen. Das doppelbahnige Fenster mit Rosette wurde nicht schon 1929, sondern erst 1937/1938 von dem Künstler Walter Kohler geschaffen. Dieser hat seit 1933 seine ursprünglich stark expressionistische Kunstauffassung aus zeitgeschichtlichen Gründen in eine subtile Anwendung klassischer christlicher Ikonografie verändert, was hier mit der Betonung des ersten Gebots und der Weltherrschaft des Leidenden und Gekreuzigten und mit der Inschrift als Bekenntnis in der NS-Zeit zu verstehen ist.

#### Fenster von Adolf Valentin Saile, 1956–1979
Der kunstakademisch ausgebildete Glaskünstler und Glasmalermeister Adolf Valentin Saile schuf in seiner Stuttgarter Firma mehrere Fenster für die Johanneskirche:
- 1956: Die kleinen Orgelfenster oben neben der Orgel mit den Musikmotiven David mit Harfe und Posaunen von Jericho
- 1973: Das Pfingstfenster neben dem Haupteingang („Sie blieben aber beständig in der Apostel Lehre, in der Gemeinschaft, im Brotbrechen und im Gebet“ (Apg 2,42 LUT))
- 1979: Das Nordwand-Fenster von der Großen Einladung (Lk 14,16-24 LUT)

#### Fenster von Peter Jakob Schober, 1978
1978 schuf der Künstler Peter Jakob Schober aus Billensbach das Weinstockfenster (Christus spricht: „Ich bin der Weinstock, ihr seid die Reben“ (Joh 15 )) und das Rundfenster über der kleinen Eingangstür: „Adam und Eva unter dem Baum der Erkenntnis“.

#### Fenster von Johannes Schreiter, 2002–2011
Der international renommierte Glaskünstler Johannes Schreiter konnte nach seiner Weinsberger Glasgemälde-Realisierung 2002 auch für die Gestaltung aller Fenster im gotischen Ostchor gewonnen werden.
- 2002: Auferstehungsfenster
- 2011: Weinsberger Zyklus zu Psalm 23; ist keine Sachabbildung oder Auslegung eines Bibeltextes. „Die großflächig konzipierten Fenster zeigen mit ihrem Spiel von Formen, Farben und dynamischen Linien die Gefährdung und Vergänglichkeit unserer irdischen Existenz. Zugleich laden sie den Betrachter ein, das eigene Leben im wohltuend-heilsamen Licht der Gegenwart Gottes zu reflektieren.“[10]

### Bildhauerarbeiten
- Aus den drei Bauzeitphasen der Kirche gibt es bemerkenswerte bauplastische Gestaltung an Gewölben (Anfänger bzw. „Dienste“, Rippen, Ring- oder Schlusssteine, Kapitelle), am vierfach gestaffelten Chorbogen und darüber an den Blendbögen der Zwerggalerie.
- Ein spätromanischer Kruzifixus aus dem 13. Jahrhundert, wohl früher im Triumphbogen des Hauptschiffes hängend, korrespondiert im Ostchor mit dem 800 Jahre älteren Mittelfenster.
- Das Kruzifix im Turmchor von 1685 ragt am Altar auf.
- Mehrere Grabsteine, früher wohl im Außenbereich, wurden als Schutz vor Verwitterung innen an Seitenwänden aufgestellt
- Den Figurenschrein zum Thema Diakonie hat der Objektkünstler Jürgen Brodwolf 1988 geschaffen. Er wurde 1992 von der Stadt Weinsberg zum Abschluss der Renovierungsarbeiten gestiftet.
- Der Christus-Torso aus Sandstein wurde 1997 vom Weinsberger Bildhauer Karl-Heinrich Lumpp seiner Heimatkirche gestiftet.

### Weinsberger Andachtsbild, 1680/1690
Im Ostchor ist die Darstellung des wandernden Gottesvolks aus Juden und Christen in heimischer Landschaft an der Südwand aufgehängt. Alttestamentliche, neutestamentliche und zeitgenössische Personen von Adam und Eva bis zum Pfarrer mit Gemeinde sind erkennbar, wie sie die Ankunft der Kundschafter mit der großen Weintraube aus dem Land Kanaan begleiten.

### Denkmale
An der Ostseite des Ostchores befindet sich das Weinsberger Kriegerdenkmal für die Gefallenen des Ersten Weltkrieges. Entworfen hat es der Weinsberger Bildhauer Albert Volk, der auch den Figurenschmuck des Denkmals ausführte. Die Architektur und die Inschriften fertigte der Weinsberger Bildhauer J. Scheerer. 1995 wurde an der Südseite der Kirche eine Gedenkplatte für Johannes Oekolampadius angebracht.

## Orgeln

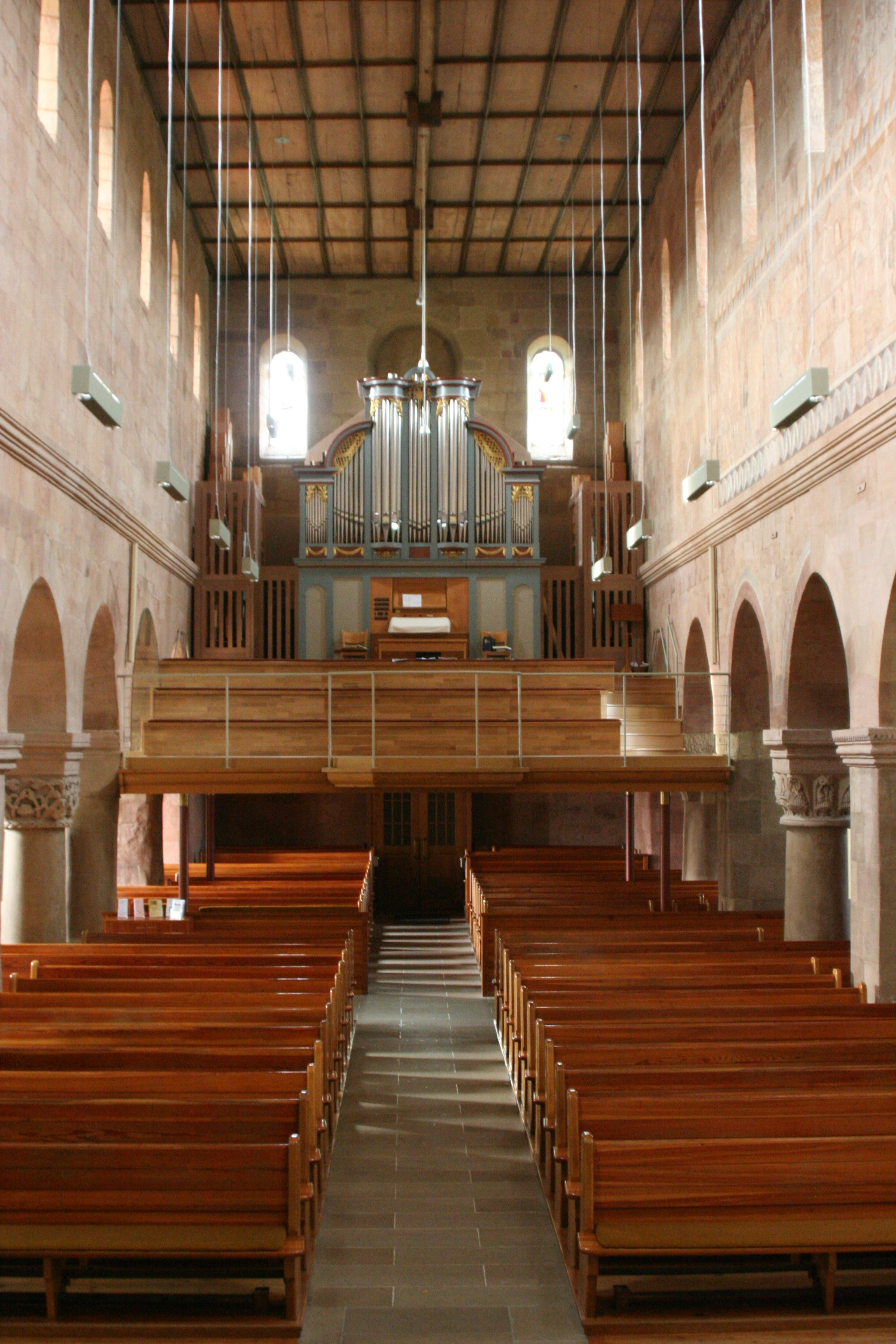
Hauptorgel
Die erste Erwähnung einer Orgel der erfolgte 1706. 1823 baute Eberhard Friedrich Walcker eine Orgel, als sein Opus 2, für die Johanneskirche. Das Instrument stand an der Ostwand auf der oberen Empore und hatte laut Walckers Opusbuch 7 Manual- und 2 Pedalregister. Andere Quellen sprechen von 16 Registern, was möglicherweise auf eine spätere Erweiterung hindeutet. 1871 wurde die Orgel an die Westwand versetzt, 1881 wurde sie erweitert auf nun 24 Register. Von diesem Instrument sind das Gehäuse und mindestens zwei Register erhalten. 
1956 wurde die von dem Orgelbauunternehmen Friedrich Weigle (Leinfelden-Echterdingen) unter Verwendung von alten Pfeifen und Teilen des Gehäuses neu erbaut. 2005 erfolgte von dem Orgelbauunternehmen Mühleisen (Leonberg) ein Neubau, unter Verwendung eines großen Teils des alten Pfeifenmaterials. Die Orgel besitzt nun 34 Register, verteilt auf drei Manualen und Pedal. Die Register des II. und III. Manuals stehen in einem gemeinsamen Schwellwerk, das auch rückseitig schwellbar ist, um den Effekt eines Fernwerks zu erreichen. Die Spieltrakturen sind mechanisch, die Registertrakturen elektrisch. Im Frühjahr 2021 wurden einige Zungenregister erneuert, sowie im Jahr 2024 das restliche Altmaterial ausgetauscht. Dabei wurde die Disposition geringfügig verändert und das Pfeifenwerk von Orgelbaumeister Tilman Trefz und von Lukas Degler komplett neu intoniert. Außerdem wurde die Orgel mittels neuer Bälge auf atmenden Wind umgestellt.
| I Hauptwerk C–g3 |                |       |
| 1.               | Bourdon        | 16′   |
| 2.               | Principal      | 8′    |
| 3.               | Gedeckt        | 8′    |
| 4.               | Viola di Gamba | 8′    |
| 5.               | Gemshorn       | 8′    |
| 6.               | Octave         | 4′    |
| 7.               | Traversflöte   | 4′    |
| 8.               | Superoctave    | 2′    |
| 9.               | Mixtur IV      | 1 ⁄3′ |
| 10.              | Trompete       | 8′    |

| II Schwellwerk C–g3 |                      |       |  |
| 11.                 | Geigenprincipal      | 8′    |  |
| 12.                 | Salicional           | 8′    |  |
| 13.                 | Voix céleste (ab c0) | 8′    |  |
| 14.                 | Fugara               | 4′    |  |
| 15.                 | Plein jeu III-IV     | 2 ⁄3′ |  |
| 16.                 | Basson               | 16′   |  |
| 17.                 | Oboe                 | 8′    |  |

| III Schwellwerk C–g3 |                  |        |  |
| 18.                  | Bourdon          | 8′     |  |
| 19.                  | Flute harmonique | 8′     |  |
| 20.                  | Flöte            | 4′     |  |
| 21.                  | Nazard           | 2 ⁄3′  |  |
| 22.                  | Flageolett       | 2′     |  |
| 23.                  | Terz             | 1 3⁄5′ |  |
| 24.                  | Trompette harm.  | 8′     |  |
| 25.                  | Klarinette       | 8′     |  |

| Pedal C–f1 |               |         |  |
| 26.        | Principalbass | 16′     |  |
| 27.        | Subbass       | 16′     |  |
| 28.        | Quintbass     | 10 2⁄3′ |  |
| 29.        | Octavbass     | 08′     |  |
| 30.        | Gedecktbass   | 08′     |  |
| 31.        | Violoncello   | 08′     |  |
| 32.        | Choralbass    | 04′     |  |
| 33.        | Posaune       | 16′     |  |
| 34.        | Trompete      | 08′     |  |

- Koppeln:
  - Normalkoppeln: II/I, III/I, III/II, I/P, II/P, III/P
  - Superoktavkoppeln: II/II, III/III, III/P
  - Suboktavkoppeln: II/II, III/III
- Nebenregister: Drucktremulant, gemeinsam für beide Schwellwerke
- Spielhilfen: Elektronische Setzeranlage, Crescendotritt

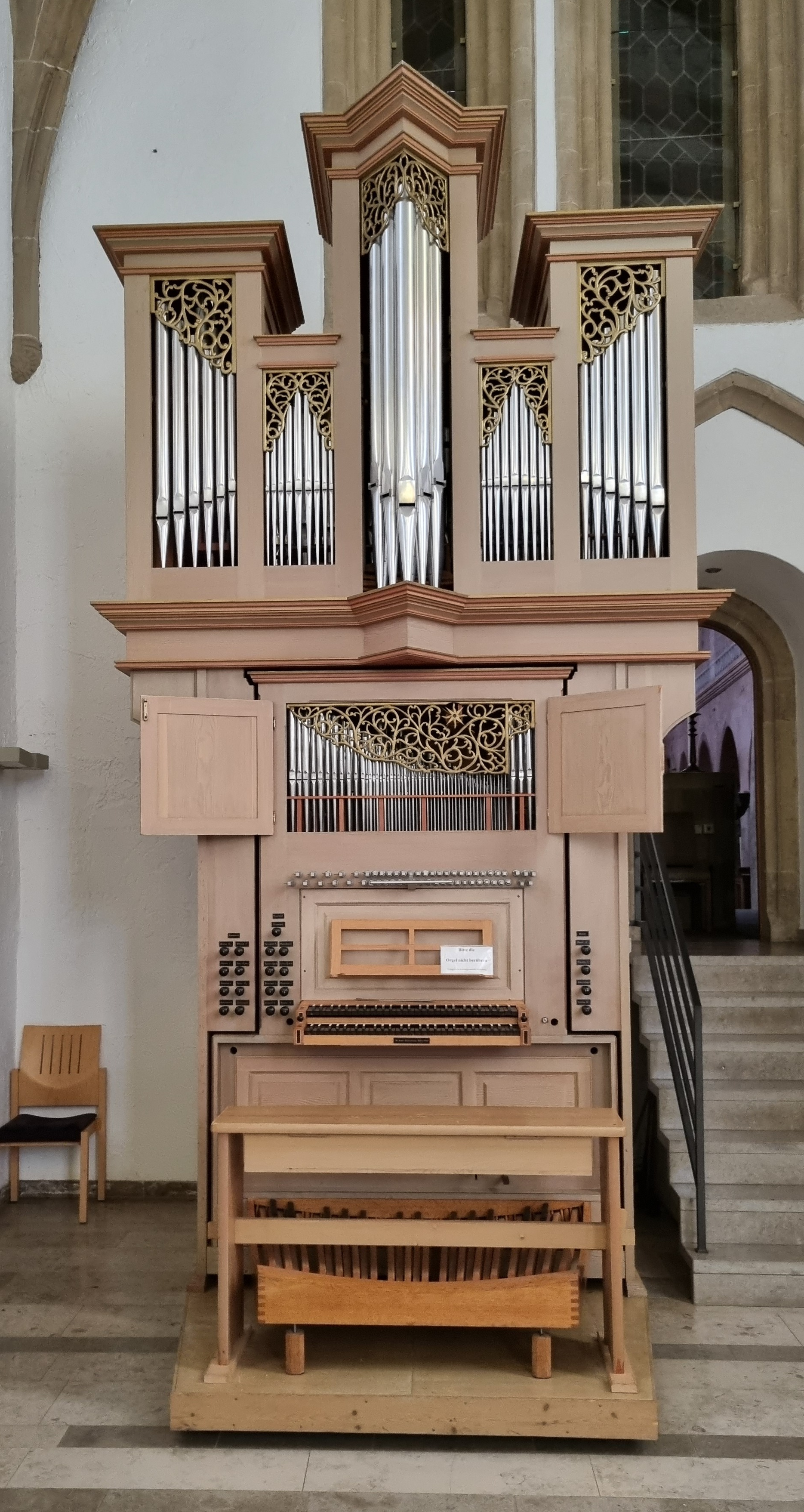
Chororgel
Die Orgel im Ostchor wurde 1989 von Marcus Kaul errichtet.
| I Hauptwerk C–g3 |            |        |
| 1.               | Rohrflöte  | 8′     |
| 2.               | Salizional | 8′     |
| 3.               | Prinzipal  | 4′     |
| 4.               | Quinte     | 2 ⁄3′  |
| 5.               | Oktave     | 2′     |
| 6.               | Terz       | 1 3⁄5′ |
| 7.               | Mixtur III | 1 ⁄3′  |
| 8.               | Dulzian    | 8′     |

| II Brustwerk C–g3 |              |        |
| 9.                | Großgedeckt  | 8′     |
| 10.               | Kleingedeckt | 4′     |
| 11.               | Nasat        | 2 ⁄3′  |
| 12.               | Prinzipal    | 2′     |
| 13.               | Terz         | 1 3⁄5′ |
| 14.               | Spitzquinte  | 1 ⁄3′  |
| 15.               | Oktävlein    | 1′     |
| 16.               | Rankettino   | 8′     |

| Pedal C–f1 |            |     |
| 17.        | Subbaß     | 16′ |
| 18.        | Gedecktbaß | 08′ |
| 19.        | Flötbaß    | 04′ |
| 20.        | Fagott     | 08′ |

- Koppeln: I/II, I/P, II/P
- Tremulant

## Fotos

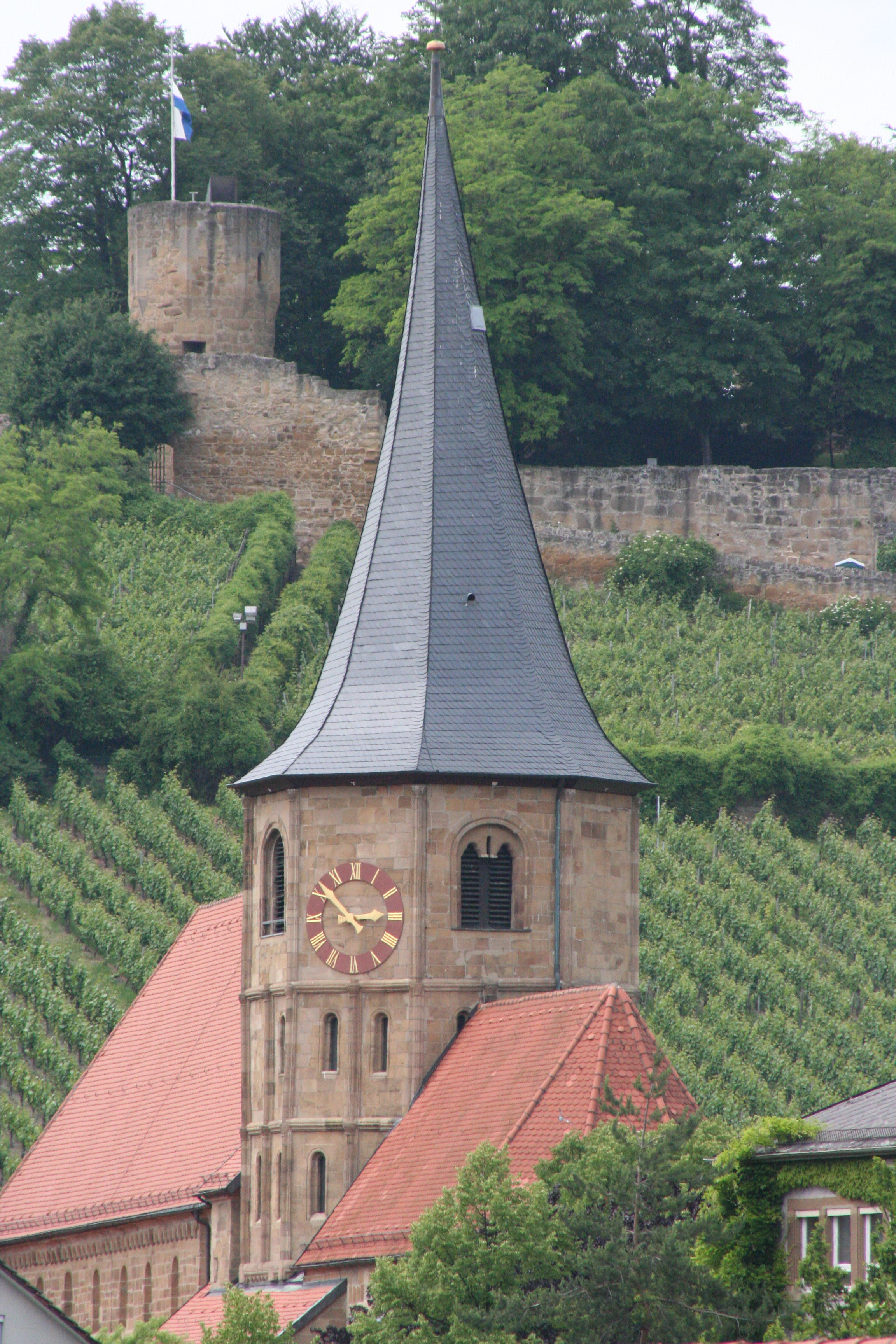
Die Kirche vor der Weinsberger Burg, von Osten gesehen
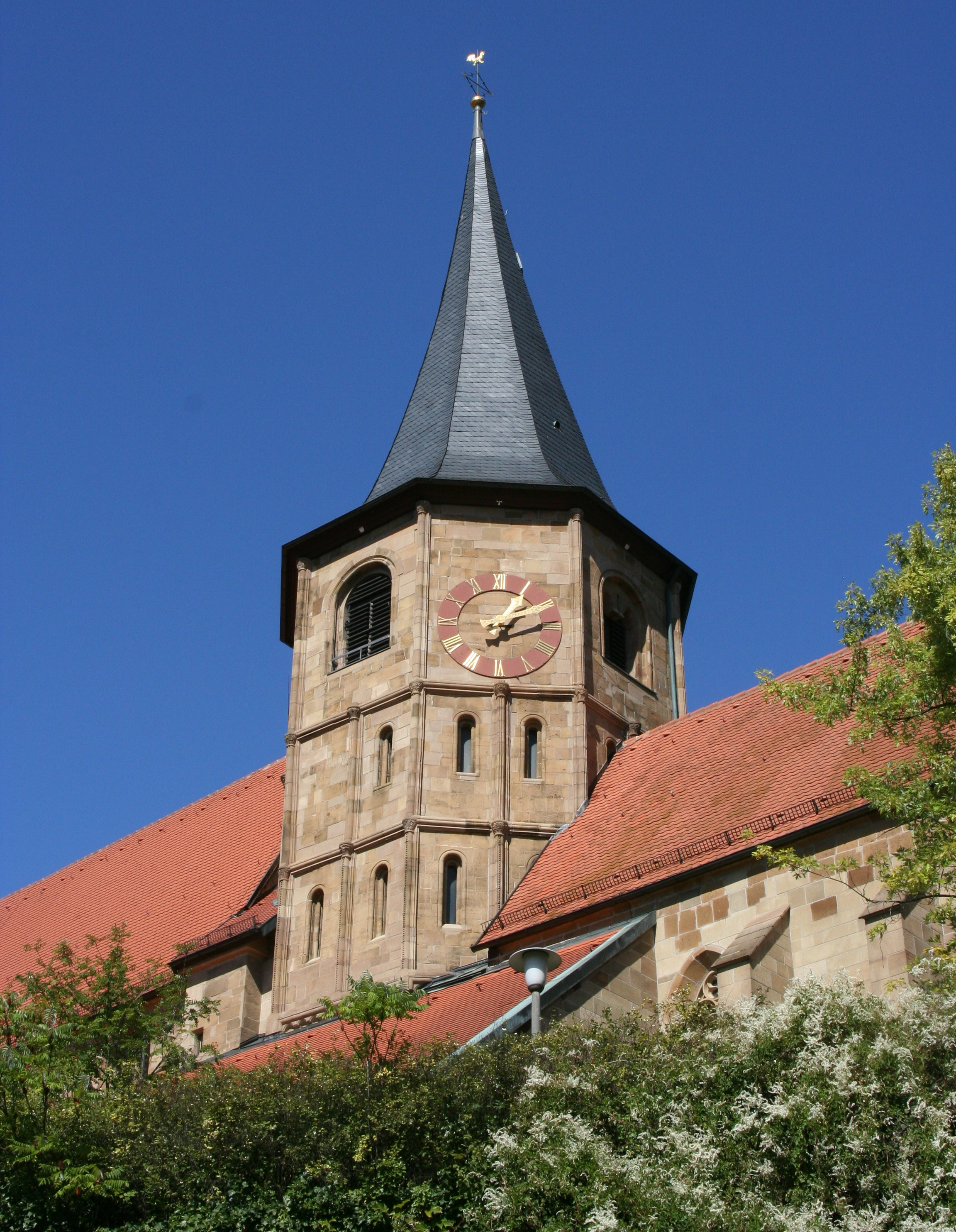
Turm von Südosten
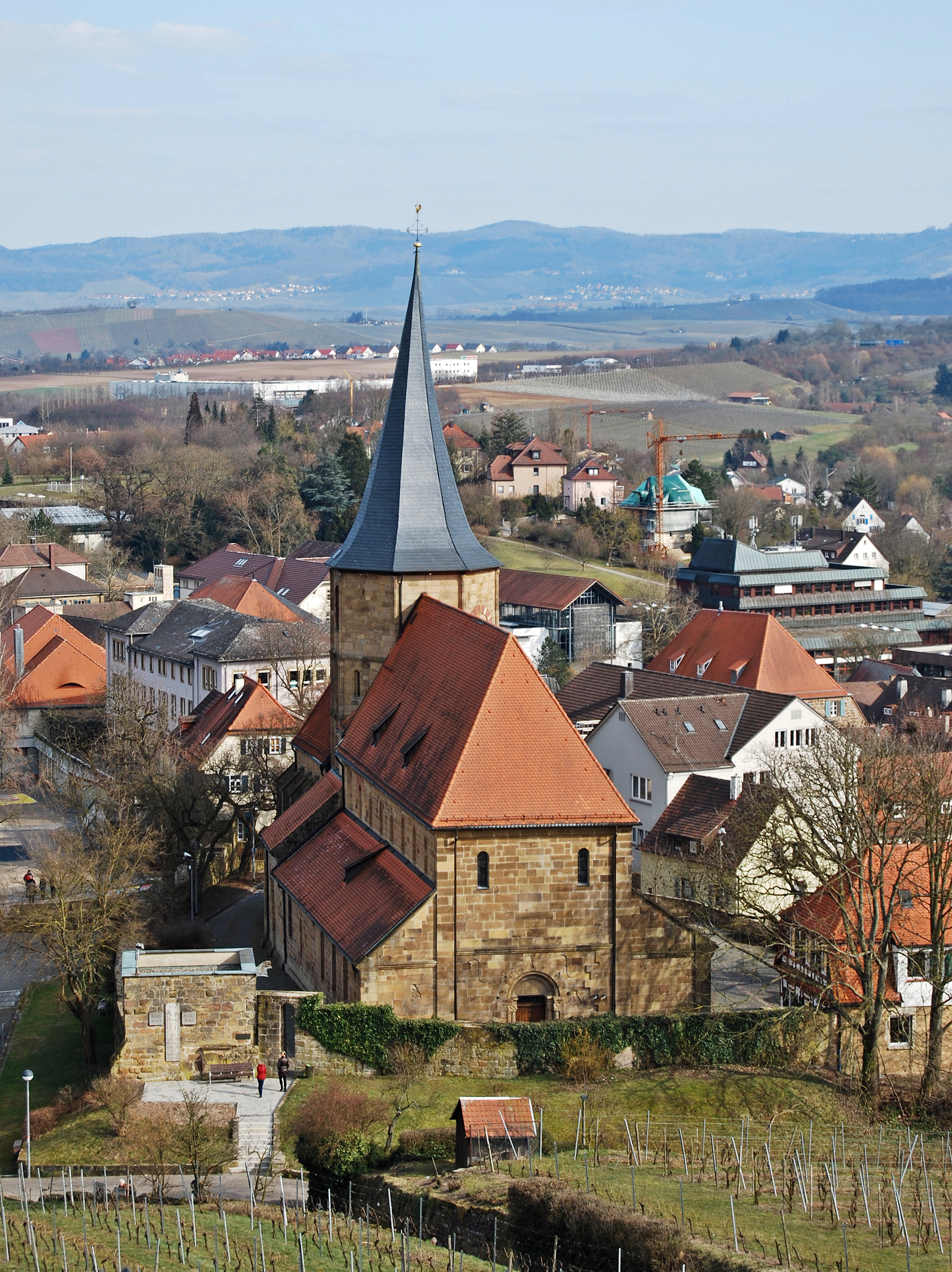
Die Kirche vom Burgberg
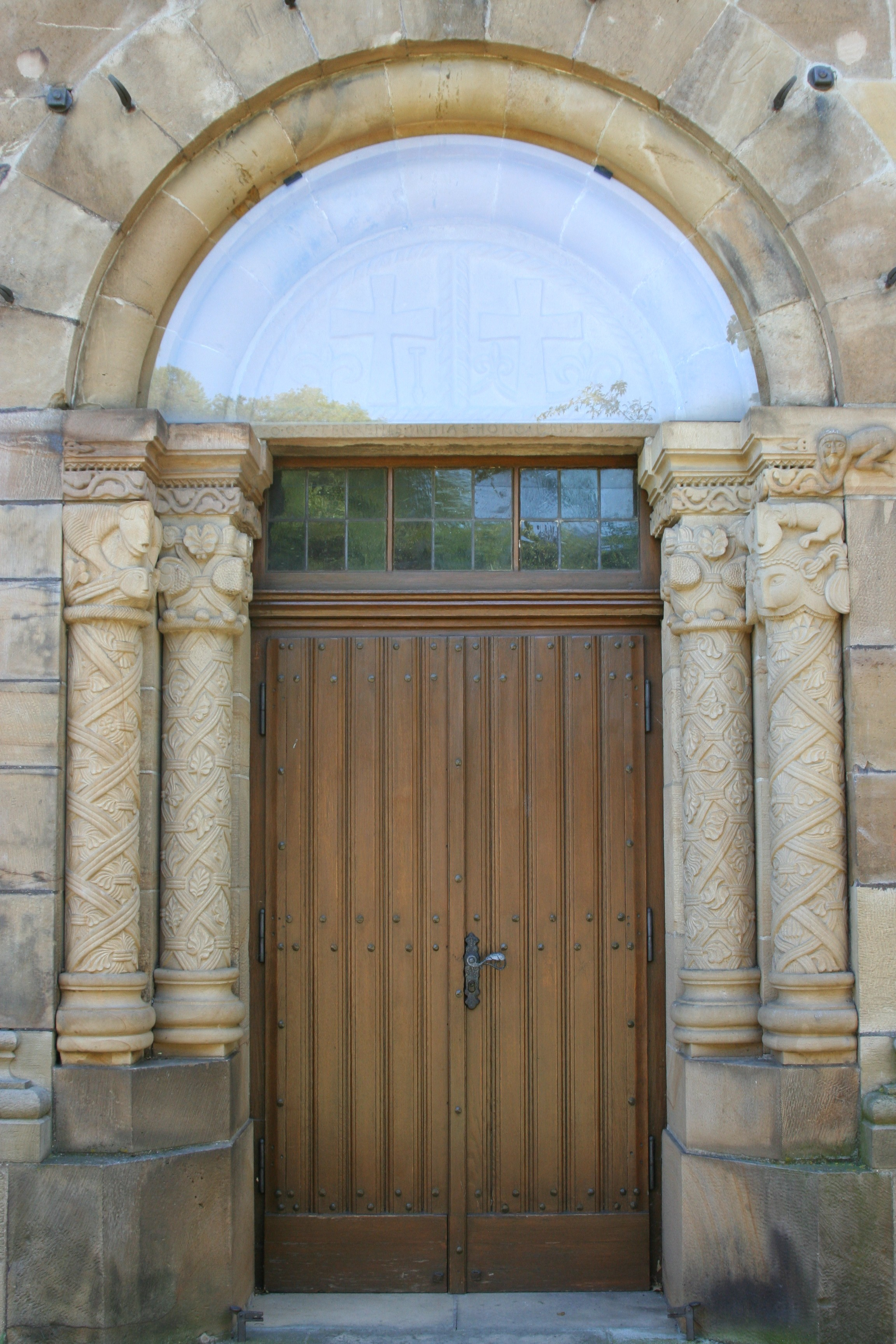
Heutiges West- und früheres Hauptportal
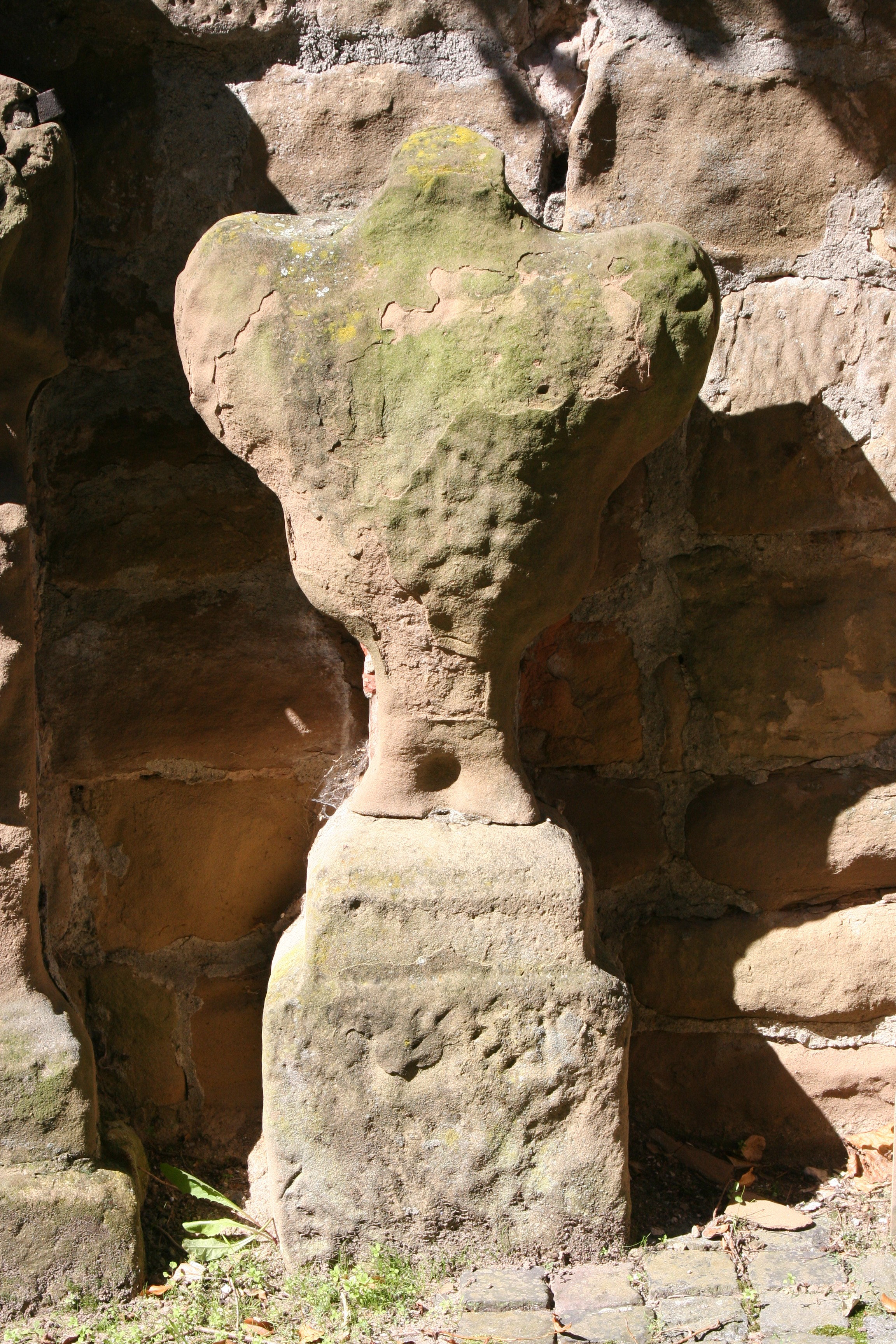
Die Überreste des Firstadlers
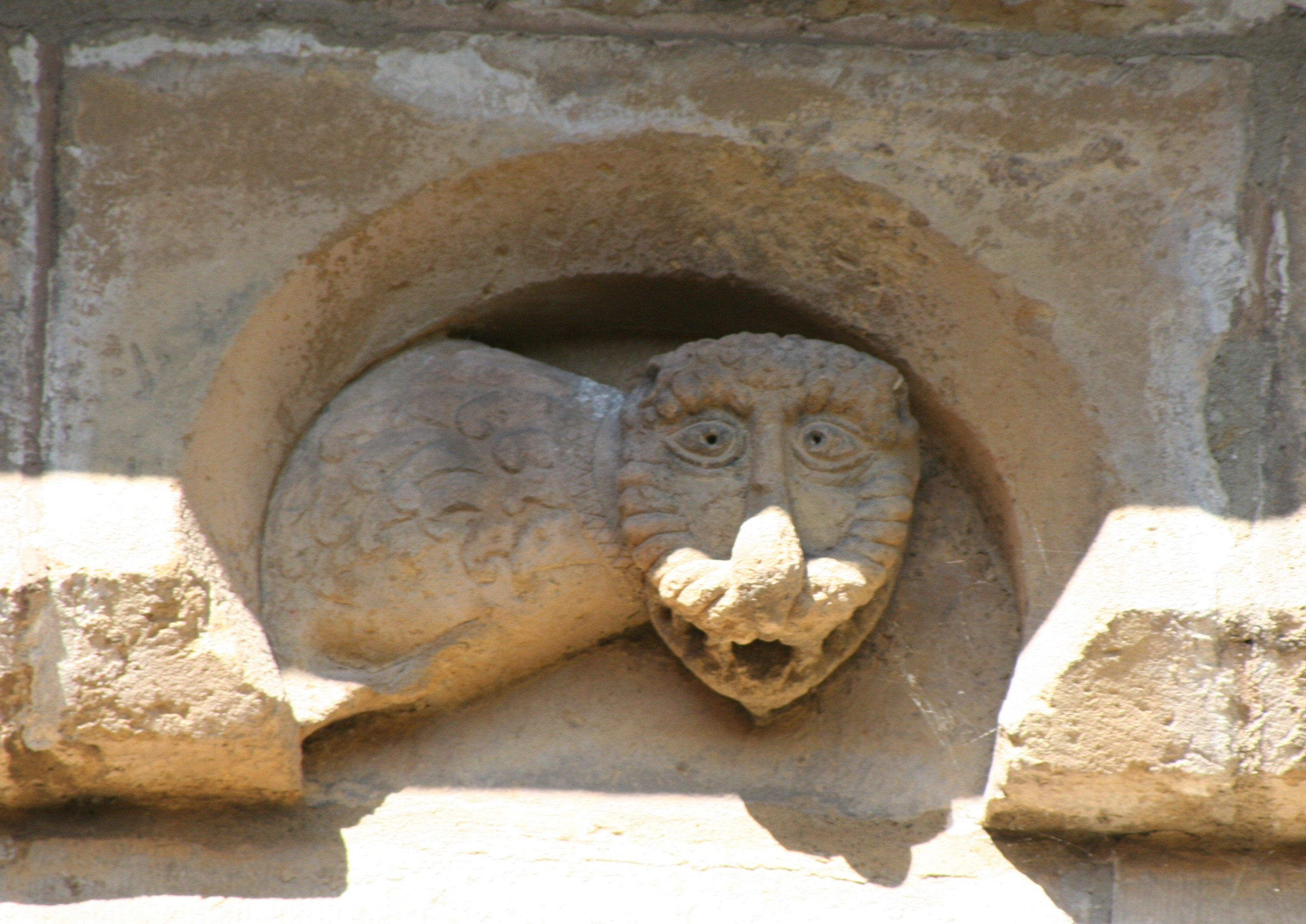
Detail der Südfassade
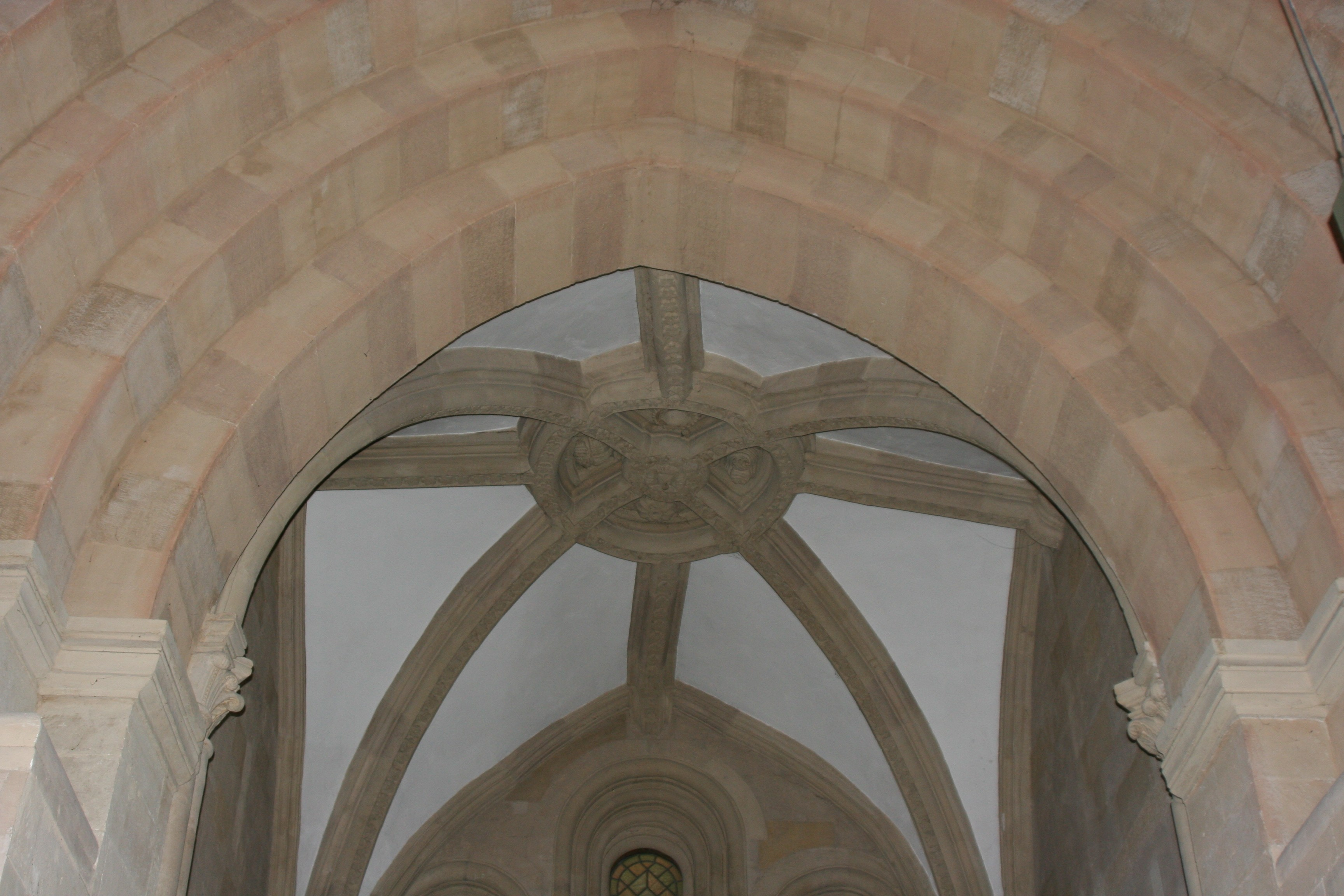
Ringstein über dem Turmchor
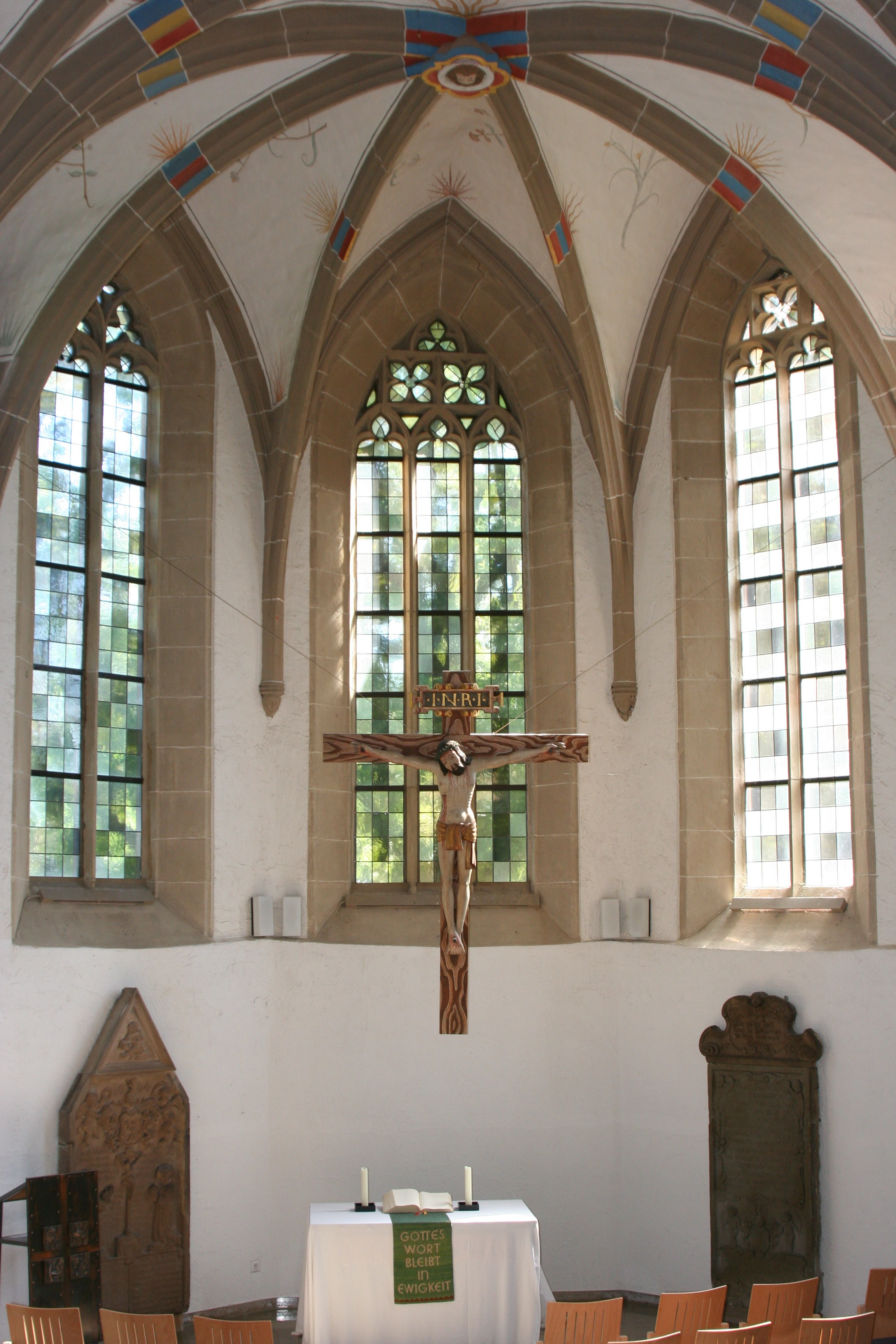
Ostchor
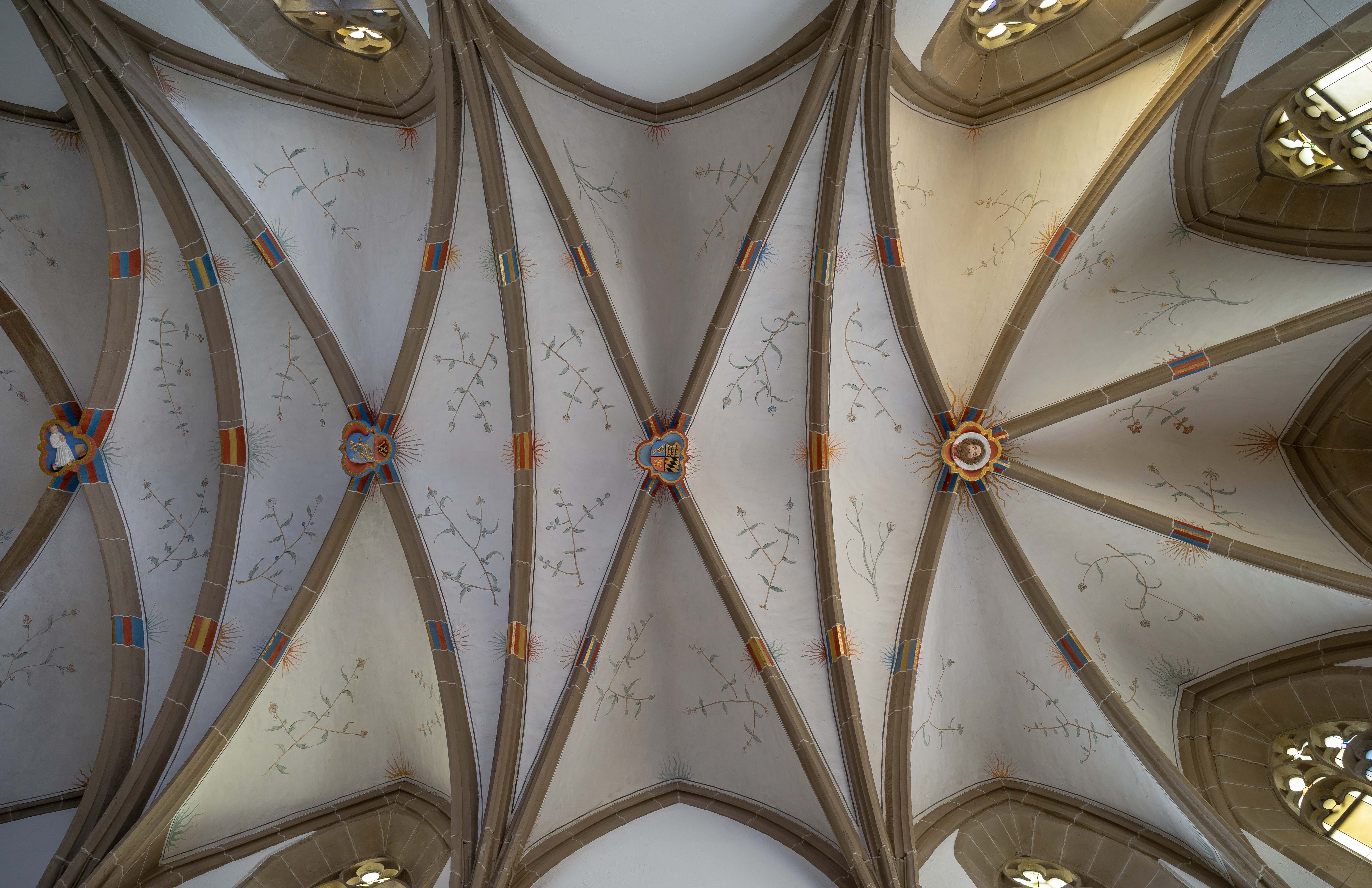
Gewölbe des Ostchors
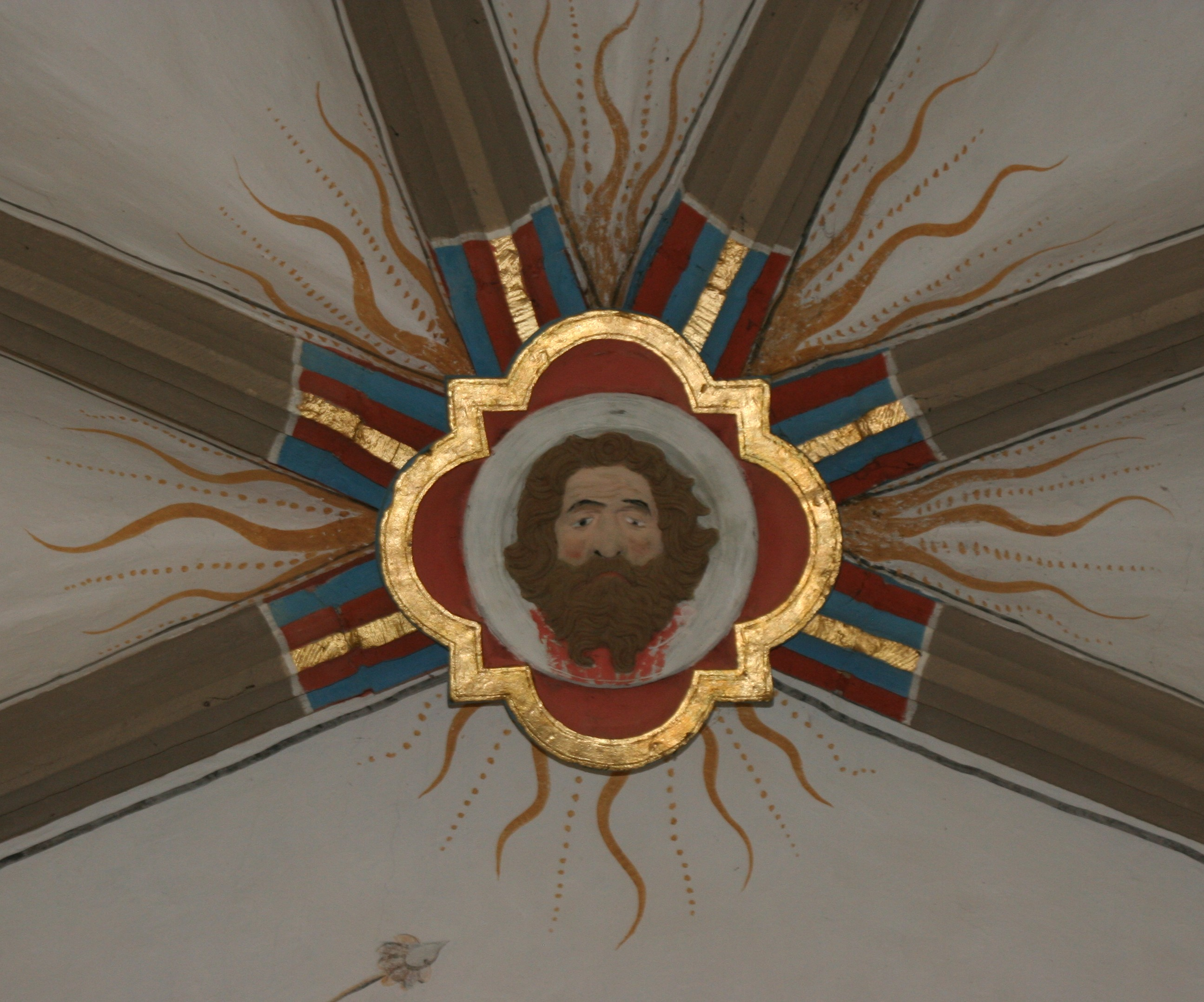
Schlussstein im Ostchor mit dem Haupt Johannes des Täufers